# Ор (Верхняя Гаронна)
Ор (фр. Ore, окс. Òra) — коммуна во Франции, находится в регионе Юг — Пиренеи. Департамент — Верхняя Гаронна. Входит в состав кантона Барбазан. Округ коммуны — Сен-Годенс.
Код INSEE коммуны — 31405.

## География
Коммуна расположена приблизительно в 670 км к югу от Парижа, в 95 км к юго-западу от Тулузы.
На юго-западе коммуны протекает река Гаронна.

## Климат
Климат умеренно-океанический. Зима мягкая и снежная, весна характеризуется сильными дождями и грозами, лето сухое и жаркое, осень солнечная. Преобладают сильные юго-восточные и северо-западные ветры.

## Население
Население коммуны на 2010 год составляло 119 человек.
| 1962 | 1968 | 1975 | 1982 | 1990 | 1999 | 2010 |
| ---- | ---- | ---- | ---- | ---- | ---- | ---- |
| 166  | 143  | 129  | 122  | 108  | 109  | 119  |

## Администрация
| Период | Период | Фамилия        | Партия       | Примечания |
| ------ | ------ | -------------- | ------------ | ---------- |
| 1989   | 2008   | Жан Ланконтрад | беспартийный |            |
| 2008   | 2020   | Эрве Минек     | беспартийный |            |

## Экономика
В 2010 году среди 71 человека трудоспособного возраста (15—64 лет) 54 были экономически активными, 17 — неактивными (показатель активности — 76,1 %, в 1999 году было 61,0 %). Из 54 активных жителей работали 48 человек (26 мужчин и 22 женщины), безработных было 6 (3 мужчин и 3 женщины). Среди 17 неактивных 4 человека были учениками или студентами, 6 — пенсионерами, 7 были неактивными по другим причинам.

## Фотогалерея

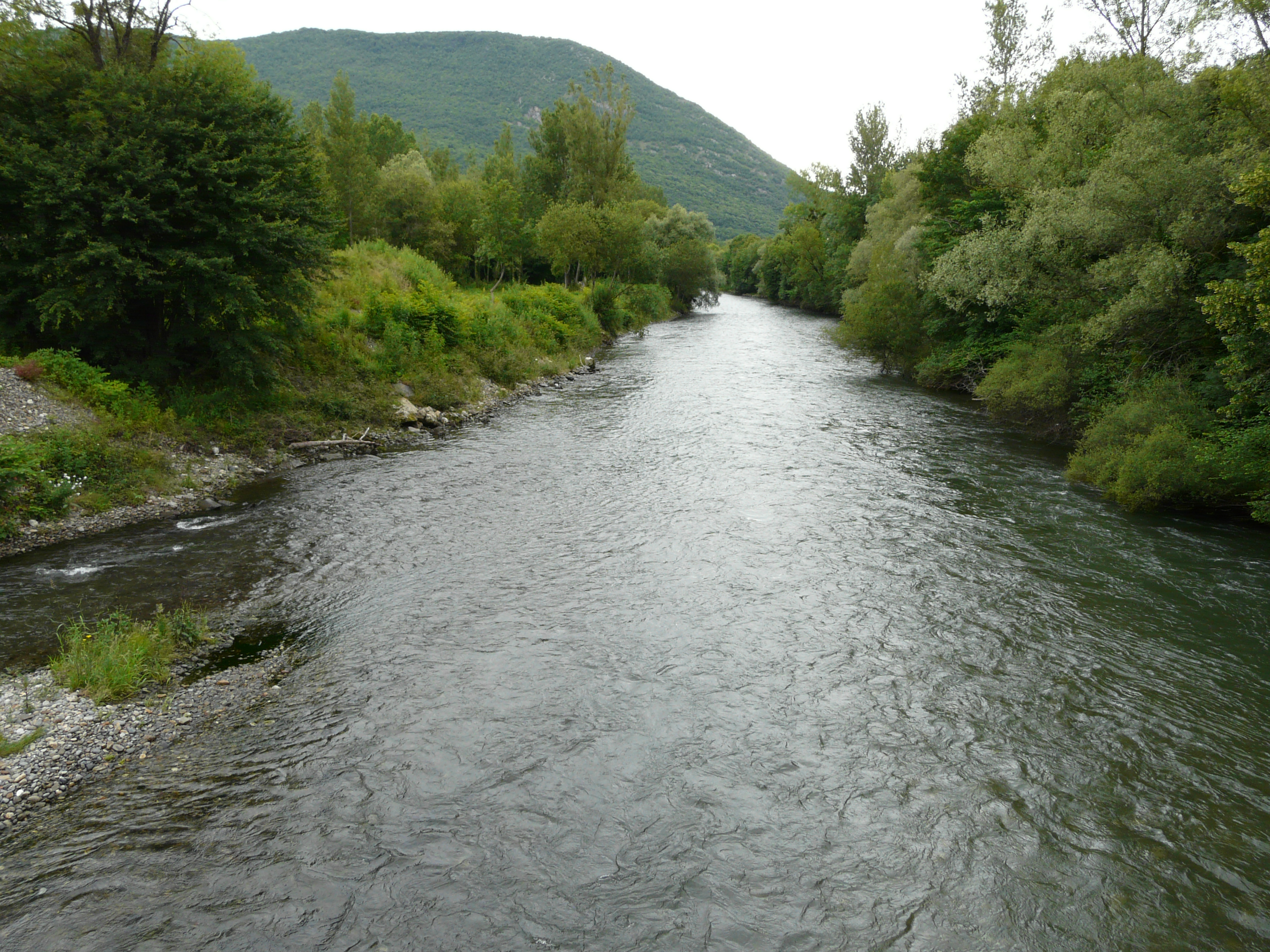
Река Гаронна
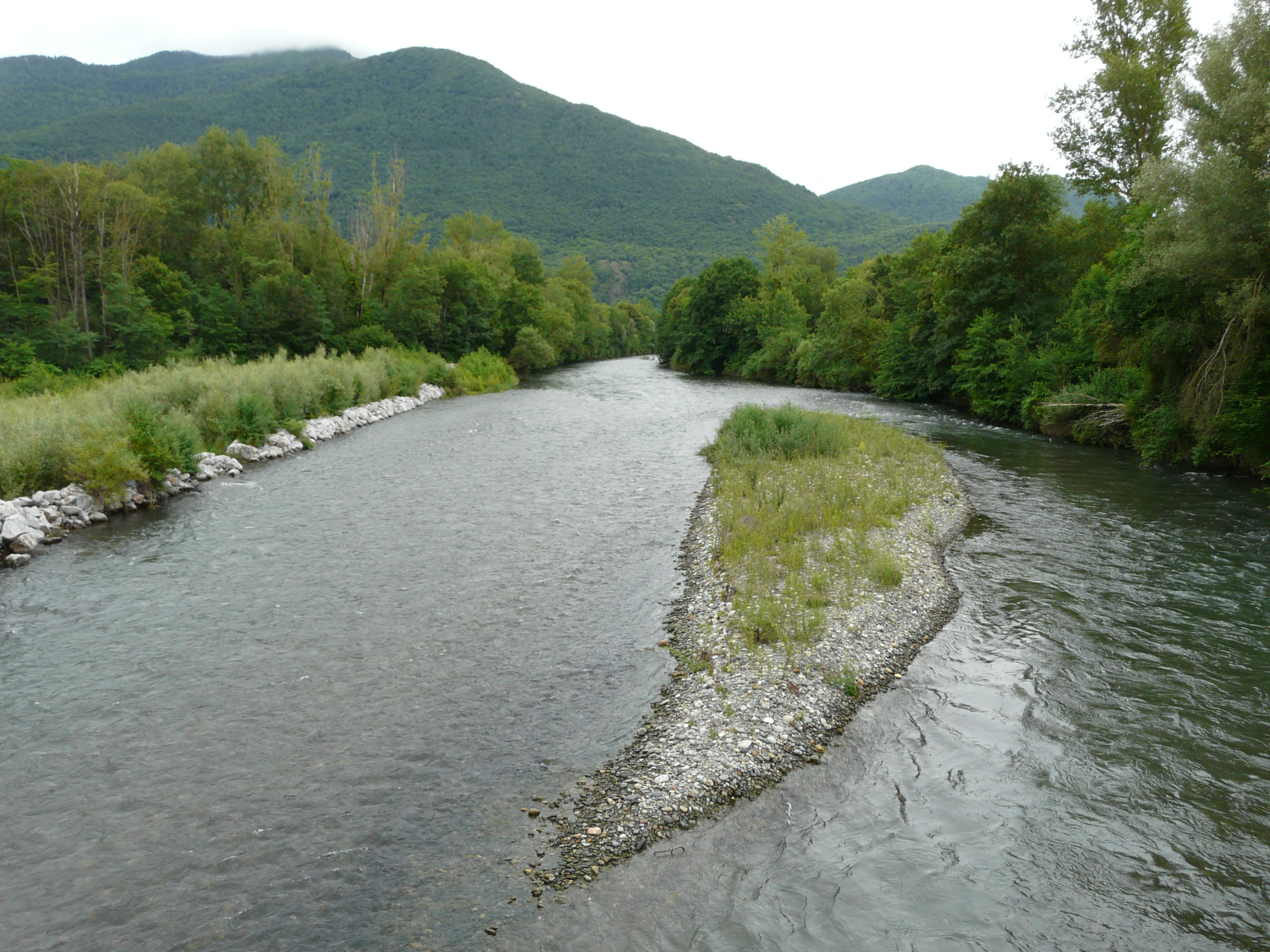
Река Гаронна
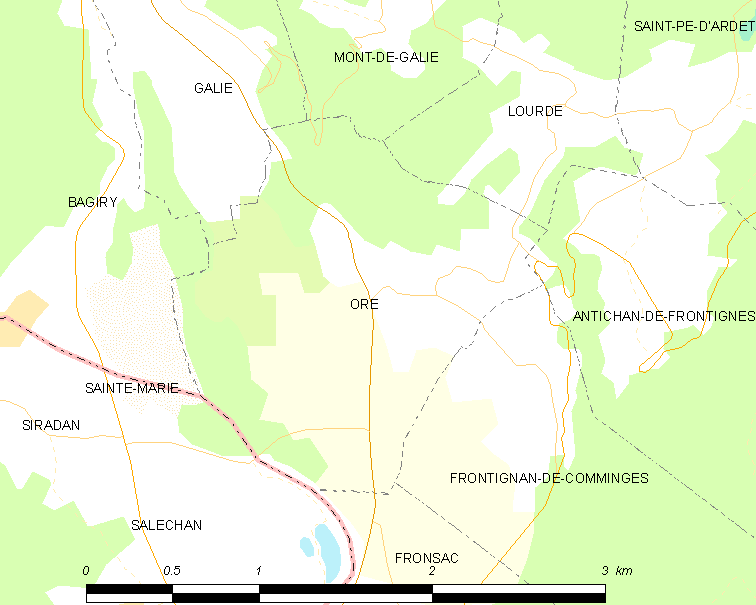
Карта коммуны